# Laguna Beach
|  | Per a altres significats, vegeu «Laguna Beach (Florida)». |

Laguna Beach és una ciutat del Comtat d'Orange (Califòrnia). Segons el cens del 2000 tenia 23.727 habitants.

## Demografia
Segons el cens del 2000, Laguna Beach tenia 23.727 habitants, 11.511 habitatges, i 5.778 famílies. La densitat de població era de 1.035,1 habitants/km².
Dels 11.511 habitatges en un 18,5% hi vivien nens de menys de 18 anys, en un 40,9% hi vivien parelles casades, en un 6,3% dones solteres, i en un 49,8% no eren unitats familiars. En el 36,7% dels habitatges hi vivien persones soles el 8,1% de les quals corresponia a persones de 65 anys o més que vivien soles. El nombre mitjà de persones vivint en cada habitatge era de 2,05 i el nombre mitjà de persones que vivien en cada família era de 2,69.
Per edats la població es repartia de la següent manera: un 15,8% tenia menys de 18 anys, un 4,2% entre 18 i 24, un 32,9% entre 25 i 44, un 33,9% de 45 a 60 i un 13,3% 65 anys o més.
L'edat mediana era de 43 anys. Per cada 100 dones de 18 o més anys hi havia 104 homes.
La renda mediana per habitatge era de 75.808 $ i la renda mediana per família de 100.778 $. Els homes tenien una renda mediana de 66.221 $ mentre que les dones 46.138 $. La renda per capita de la població era de 58.732 $. Entorn del 2,8% de les famílies i el 5,1% de la població estaven per davall del llindar de pobresa.

## Poblacions més properes
El següent diagrama mostra les poblacions més properes.